# Быково (деревня, Дмитровский городской округ)
Быково — деревня в Дмитровском районе Московской области, в составе сельского поселения Куликовское. До 2006 года Быково входило в состав Зареченского сельского округа.

## Расположение
Деревня расположена на северо-западе района, примерно в 24 км к северо-западу от Дмитрова, у истоков одного из ручьёв бассейна реки Яхромы, высота центра над уровнем моря 133 м. Ближайшие населённые пункты — Маншино на северо-западе и Борцово на западе.

## Население
| 2002 | 2006 | 2010 |
| ---- | ---- | ---- |
| 7    | ↗8   | ↘5   |